# Alloscelus paradoxus
Alloscelus paradoxus là một loài bọ cánh cứng trong họ Bọ hung (Scarabaeidae).